# Hjalmar Kinberg (bokförläggare)
Tycho Hjalmar P:son Kinberg, född den 1 maj 1846 i Kågeröds socken, Malmöhus län, död den 31 oktober 1933, var en svensk bokförläggare. Han tillhörde på mödernet släkten Kinberg från Västergötland.
Kinberg blev student vid Lunds universitet 1863. Han var delägare i bokhandelsfirman Hj. Petersson & C:o i Karlstad 1868–1883, bokförläggare i Stockholm 1883–1892 efter att ha köpt Zacharias Hæggströms förlag, och verkställande direktör för Beijers bokförlagsaktiebolag 1900–1917. Han är begravd på Norra begravningsplatsen utanför Stockholm.